# Joan Antoni Fuster Valiente
Joan Antoni Fuster y Valiente (Palma de Mallorca, 9 de marzo de 1892 - Sitges, Barcelona, 30 de agosto de 1964) fue un pintor español.

## Biografía
De familia terrateniente acomodada, estudió en la Escuela de Artes y Oficios de Palma y en la de Escuela de Bellas Artes de San Fernando de Madrid, (1915-16). Allí trabaja en El Prado y asiste a clases de pintura en el taller de José María López Mezquita, antiguo discípulo de Cecilio Pla.
Se inició dentro de las corrientes epigónico del modernismo con paisajes de un cromatismo decorativo y efectista, pero evolucionó, hasta el punto que se convirtió en la figura máxima del Novecentismo pictórico en Mallorca. Expuso en Palma, Barcelona, Madrid y Buenos Aires. Sus visiones de la tierra, de la ciudad y del mundo marinero son de una admirable síntesis plástica de los ideales del clasicismo burgués de la escuela mallorquina.
Mantuvo una buena amistad con los pintores Bartolomé L. Ferrà, Roberto Montenegro, Francisco Bernareggi, Sebastián Junyer, Clotilde Pascual Fibla y Antoni Gelabert. En el epistolario de Bartomeu Ferrà se conservan varias letras manuscritas del pintor, en las que se pone de manifiesto un bullicioso sentido del humor y la ironía.
De convicciones regionalistas, firma (1917) el Manifiesto de los Amigos del Arte, promovido por Miquel Ferrà Juan y otros novecentistas con la colaboración de los escritores de la Escuela Mallorquina. También firma en 1936 el documento Respuesta a los catalanes.

## Vida Familiar
Su padre, militar de infantería de marina, era de una familia acomodada, propietaria de Son Jaumell (Capdepera), Son Bauma (Pollensa) el Castillo de Capdepera (con Josep Quint Zaforteza) y la Posada de Can Gili (Artá) . El pintor tiene sólo 15 años cuando muere su padre.
En 1949 conoce en Valldemosa a Adi Enberg, antigua compañera del escritor Josep Pla. Hija del cónsul general de Dinamarca en Barcelona. En 1950 se casan en París.